# Kurija Levičar u Samoboru
Kurija Levičar u Samoboru, građevina u Samoboru, zaštićeno kulturno dobro.

## Opis
Kurija građena od 1790. god. do 1810. god. na adresi Gajeva 016. Dio je stambeno-gospodarskog sklopa, koji se izvorno, prije formiranja Novog trga (prema katastarskoj karti iz 1860. god), protezao od Gajeve ulice do Gradne. Jednokatna stambena zgrada, kurija, tlocrta u obliku slova "L", uvučena je od ulice. S istočne strane parcelu zatvara kapela, koja je 1930. uređena u staroj gospodarskoj zgradi. U dubini parcele stoji drvena gospodarska zgrada – staja sa sjenikom, kozolecom, građena u tradiciji slovenske ruralne arhitekture. Kurija je u prizemlju presvođena bačvastim svodovima, a na katu su drveni grednici. Etaže su povezane drvenim zavojitim stubištem. Tijekom XIX. st. u interijeru su izvedene adaptacije, a pročelja su preoblikovana.

## Zaštita
Pod oznakom Z-5339 zaveden je kao nepokretno kulturno dobro – pojedinačno, pravna statusa zaštićena kulturnog dobra, klasificirano kao "sakralna graditeljska baština".